# レウス空港
レウス空港（西: Aeropuerto de Reus）は、スペインのカタルーニャ州タラゴナ県レウス近郊にある空港である。サロウやカンブリスなどコスタ・ドラダ（黄金海岸）の諸都市へのアクセスが良好であり、レウス自体も観光地として名高いことからレジャー利用が多数を占める。季節運航の路線が大半であり、夏季と冬季では利用者数が大きく異なる。チャーター便の発着も多数ある。
2008年から2011年まで、ライアンエアーが拠点を設置していた。ライアンエアーはバルセロナ（レウス）空港の名称を使用し、バルセロナ空港への乗り入れ開始前はジローナ＝コスタ・ブラバ空港と共にバルセロナへのアクセス空港として案内していたが、当空港はバルセロナ市街から約100km南方にある。

## 就航航空会社
- ライアンエアー
- ジェットエアフライ
- TUIエアウェイズ
- Flybe

## アクセス
バルセロナのマリア・クリスティーナ広場及びサンツ駅、コスタ・ドラダ、タラゴナ、レウス市内へのバスがある。鉄道ではレウス駅が最寄となる。

## 事故
1996年7月20日、バスク祖国と自由（ETA）が空港に仕掛けた爆弾が破裂し、イギリス人観光客を中心として53人が負傷した。